# دیوانگی (نقاشی)
دیوانگی (لهستانی: Szał uniesień) که اغلب با نام دیگر یعنی سرخوش از فتح و ظفر در منابع انگلیسی مشهور است، یک تابلوی نقاشی رنگ روغن از هنرمند لهستانی ولادیسلاو پودکووینسکی است که به سال ۱۸۹۳ طرح گردید، نام اصلی این تابلو برگرفته از نامی است که نقاش بر آن نهاده و تنها به نام دیوانگی خوانده می‌شود، این اثر از جمله معدود آثار مشهور هنرمند است که به عنوان اولین اثر نمادگرایی در هنر لهستان هم از آن نام برده می‌شود. آن هم در زمانی که لهستان بین همسایگان خودش یعنی کشورهای روسیه، آلمان و اتریش تقسیم شده بود.

## شرح
نقاشی نشانگر یک زن برهنهٔ مو قرمز است در حالتی که نشسته بر یک اسب سیاه شوریده و سرکش می‌باشد، دندان‌های اسب به شکل واضح پیدا است و زبان حیوان آویزان است، سوراخ‌های بینی او از هیجان و نفس‌زدن باز است و گشاد شده، زن در حالی که آویزان بر گردن اسب است، با چشمان بسته حیوان را می‌راند، گیسوی او در حالی که به دست باد سپرده شده همراه با یال اسب به سمت بالا در اهتزاز است، این تابلو بیش از ۳ متر ارتفاع دارد و در نتیجه نمایانگر ابعاد حقیقی فیگورها است.
محدوده رنگ استفاده شده در این اثر بسیار کم و ناچیز است که متشکل از رنگ سیاه، قهوه‌ای و خاکستری متضاد با سفید و زرد می‌باشد، تصویر به بخش‌های نور و تاریکی مُنقسم (تقسیم) شده است. گوشه بالا در سمت چپ، روشن است که باعث ایجاد جلب توجه به شکلی کاملاً واضح از پیکر زن و سر و کله (به ویژه دهان) اسب می‌گردد، بخش تاریک نقاشی در قسمت راست می‌باشد که پشت اسب و دم او را شامل می‌شود. پودکووینسکی نقاشی را بین سال‌های ۱۸۹۳ تا ۱۸۹۴ در ورشو آغاز کرد. روند خلق این اثر حداقل ۳ ماه به طول انجامید و به گفته یکی از دوستانش، پودکووینسکی که دچار بیماری لاعلاجی بود، تقریباً به صورت درازکش و از روی تخت‌خواب نقاشی می‌کرد.

## دورنمای هنری
نقاشی در ۱۸ مارس ۱۸۹۴ به نمایش گذاشته شد. نمایش این اثر در نمایشگاه، فضایی آکنده از جنجال و رسوایی خلق کرد هر چند، تقریباً ۱۲۰۰۰ نفر این پرتره را مشاهده کردند و نزدیک به ۳۵۰ روبل برای گالری نمایش‌دهنده، درآمد کسب کرد. برخلاف موفقیت و شهرت این نقاشی، پودکووینسکی در یافتن خریداری مناسب برای آن ناکام ماند. مبلغی حدود ۳۰۰۰ روبل پیشنهاد شد اما مورد پذیرش واقع نشد چرا که خالق این اثر هنری، پیشنهاد فروش ۱۰۰۰۰ روبل را مد نظر داشت.
در صبح روز ۲۳ آوریل سال ۱۸۹۴ میلادی، در حالی که ۳۶ روز از افتتاح نمایشگاه می‌گذشت و درست هنگامی که تنها چند روز تا پایان موعد نمایش باقی‌مانده بود، پودکووینسکی به نمایشگاه آمد و نقاشی را با چاقو برید. این عمل نقاش ممکن است در ارتباط با شایعه‌ای باشد که در آن مقطع رواج داشت، شایعه‌ای مبنی بر عشق و علاقهٔ نادیده گرفته‌شدهٔ هنرمند (عشق یک‌طرفه) توسط زن نمایش داده‌شده در نقاشی. آسیب رساندن به نقاشی و مرگ پودکووینسکی بلافاصله پس از آن، گمانه‌زنی‌ها در رابطه با خودکشی خالق اثر را تقویت کرد. نقاش در هنگام تخریب اثر خودش در نمایشگاه، تنها آن بخشی را که تصویر زن را نشان می‌داد بریده بود که همین موضوع، دلیلی قانع‌کننده برای توضیح و ارتباط شایعه‌های حول این اثر در آن زمان بود. ماجرای عشق یک‌طرفه هنرمند می‌تواند اشاره به اوا کوتاربینسکا باشد که در طول اقامت تابستانی پودکووینسکی در عمارتی نزدیک ورشو با وی ملاقات کرد. دختر دیگری به نام هلنا کینورسکا نیز در خاطرات خود نوشته بود که خانواده‌اش از شباهت عجیبی که بین او و مدل درون نقاشی دیوانگی بود به شدت او را مورد نکوهش قرار داده و این عمل وی را (مدل شدن) محکوم کرده بودند. پس از مرگ خالق این اثر، نقاشی دیوانگی بازسازی و در نمایشگاه‌های مختلف به صورت امانی نمایش‌داده شد تا سرانجام به موزه ملی کراکف بخشیده شد.